# Neustadt-Dürkheimer Eisenbahn-Gesellschaft
La Neustadt-Dürkheimer Eisenbahn-Gesellschaft (o NDE) era un'antica società ferroviaria della Germania nata nell'ultimo periodo di esistenza del Regno di Baviera independente.

## Storia
Fu fondata il 22 ottobre 1862 da un gruppo di imprenditori di Deidesheim e Durkheim.  La ferrovia costruita aveva un andamento nord-sud e connetteva Dürkheim (conosciuta come Bad Dürkheim dal 1904 in poi) a Neustadt attraverso la città di Deidesheim.
La società, sin dall'inizio, ebbe stretti rapporti con la società delle ferrovie del Palatinato (Ludwigsbahn), affidandole infine il controllo operativo e gestionale. La ferrovia fu aperta il 6 maggio 1865 ma non si dimostrò tanto redditizia come previsto in quanto lo sviluppo dell'industria chimica avvenne ad est dell'asse ferroviario, nella vicina Ludwigshafen.
Il 1º gennaio 1870 le tre maggiori compagnie ferroviarie della regione furono accorpate nella società delle Ferrovie del Palatinato (Pfalzbahn) mentre la NDE fu posta in liquidazione e le sue attività trasferite alla Ferrovia del Nord Palatino.
Tre anni e mezzo dopo, il 20 luglio 1873, fu aperto un prolungamento di linea oltre Bad Dürkheim estendendo il termine della linea a nord fino a Grünstadt.
Le tre ferrovie private accorpate rimasero ufficialmente indipendenti fino alla nazionalizzazione; il 1º gennaio 1909 vennero incorporate nel Reali Ferrovie dello Stato bavarese.